# Sophie von Hatzfeldt

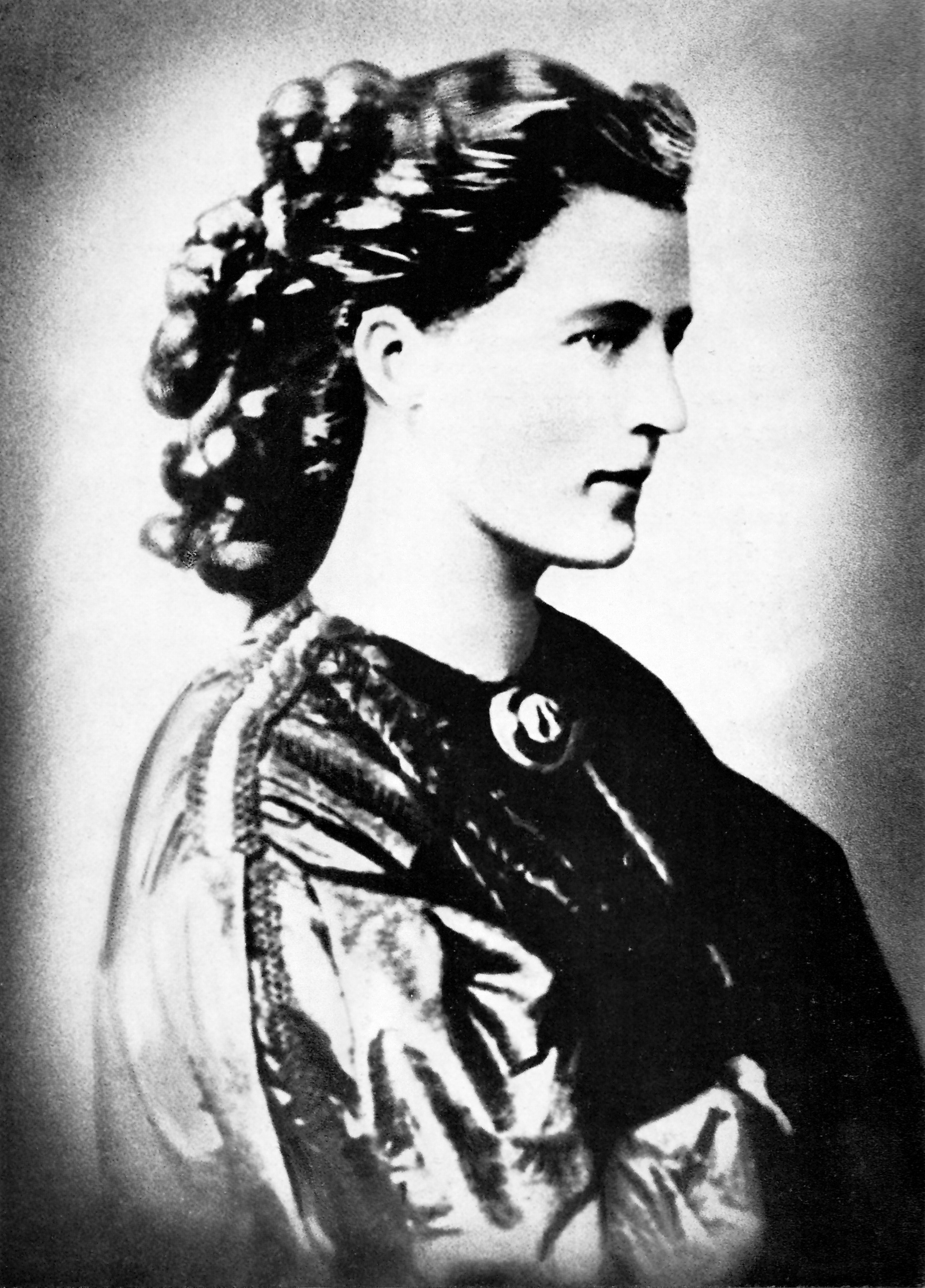
Sophie von Hatzfeldt, retuschierte Porträtfotografie, um 1860/61

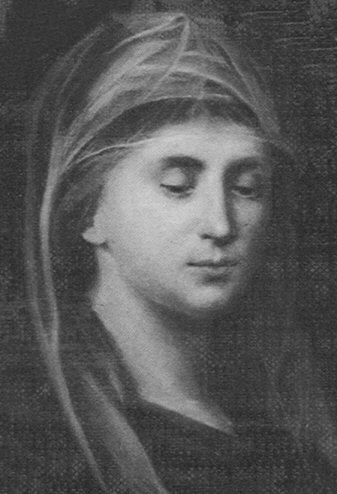
Sophie von Hatzfeldt, zeitgenössisches Gemälde

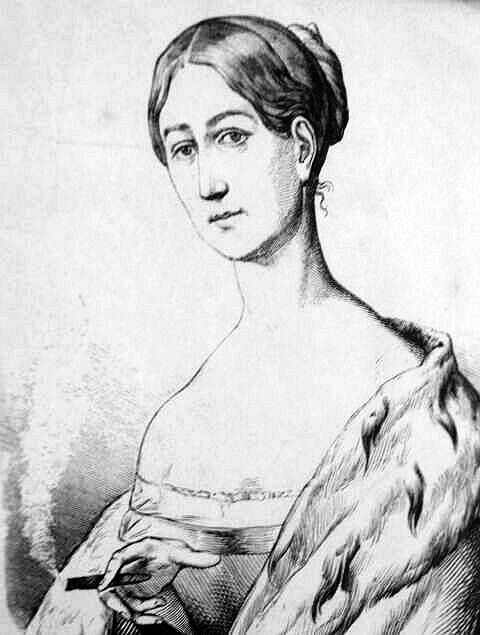
Porträt mit Hermelinpelz und Zigarre

Sophie Josephine Ernestine Friederike Wilhelmine Gräfin von Hatzfeldt-Wildenburg-Schönstein, geb. Gräfin von Hatzfeldt-Trachenberg (* 10. August 1805 in Trachenberg; † 25. Januar 1881 in Wiesbaden), war eine deutsche Sozialistin und Lebensgefährtin Ferdinand Lassalles.

## Leben
Sophie Gräfin von Hatzfeldt-Schönstein zu Trachenberg stammte aus einer angesehenen preußischen Militär- und Beamtenfamilie. Sie war eine Tochter von Friederike Karoline Sophie Gräfin von der Schulenburg-Kehnert (1779–1832). Ihr Vater, Fürst Franz Ludwig von Hatzfeldt-Schönstein zu Trachenberg (1756–1827), stand zunächst als Militär, später als Diplomat in preußischen Diensten. Die Mutter soll 1806 durch couragiertes Auftreten während einer Audienz bei Kaiser Napoleon ihren Ehemann vor der Todesstrafe bewahrt haben.
Sophie von Hatzfeld verbrachte ihre Kindheit vorwiegend auf dem schlesischen Schloss Trachenberg und in Berlin, bis sie 1822 im Alter von 17 Jahren gezwungen wurde, ihren Cousin Edmund von Hatzfeldt-Wildenburg-Weisweiler (1798–1874) zu heiraten. Am 10. August 1822 fand die kirchliche Trauung in der Kapelle von Schloss Allner und die zivile Trauung in Lauthausen (beide Orte heute zu Hennef gehörig) statt. Zwei Tage später wurde die Hochzeit auf Schloss Kalkum gefeiert, das zu den Besitzungen der Familie von Hatzfeldt-Wildenburg gehörte und wo Edmund residierte.
Edmund von Hatzfeldt-Wildenburg-Weisweiler betrog seine Ehefrau und setzte sie zahlreichen Schikanen aus. Er verbot ihr oft den Ausgang, entzog ihr sämtliche Finanzen und wurde sogar körperlich tätlich. Sie bekam drei Kinder, Alfred (1825–1911), Melanie (1828–1901) und Paul (1831–1901), die ihr jedoch zunehmend von ihrem Mann entfremdet wurden. Schon um 1830 wollte sich Sophie von Hatzfeldt scheiden lassen, jedoch versagten ihr ihre Brüder Hermann Anton von Hatzfeldt und Maximilian von Hatzfeldt-Trachenberg jede finanzielle Unterstützung. Ab 1833 lebte sie faktisch von ihrem Mann getrennt. Es folgten mehrere sogenannte „Versöhnungsversuche“, die allerdings hauptsächlich Sophie dazu verpflichten sollten, sich standesgemäß zu verhalten und nicht gegen ihre Ehe aufzubegehren. Ab 1846 betrieb sie die Scheidung selbst und wurde dabei von dem späteren Arbeiterführer Ferdinand Lassalle unterstützt, den sie durch Vermittlung des Obersten Archibald Graf von Keyserlingk (1785–1855) kennengelernt hatte. Der Prozess, den Lassalle auch zu Propagandazwecken der Arbeiterbewegung nutzte, zog sich bis 1854 hin und fand vor sechs Gerichten statt. Die eigentliche Scheidung erfolgte am 30. Juli 1851.
Alexander von Humboldt nahm die Gräfin und Lassalle gegen die während der Scheidungsprozesse aufkommenden Verdächtigungen in Schutz und pries Lassalles „chevalereskes Eintreten für eine unglückliche Frau“. Am 10. Dezember 1847 wurde sie in Berlin vom Rheinischen Kassationshof wegen Verleumdung zu einer Gefängnisstrafe von zwei Monaten, einer Geldstrafe von 100 Reichstalern sowie dem Verlust der bürgerlichen Ehrenrechte für eine Dauer von fünf Jahren verurteilt. Lassalle erhielt wegen Beihilfe dieselben Strafen.
Ab 1848 lebte die „rote Gräfin“ mit Lassalle in Düsseldorf zusammen und war dort während der Märzrevolution politisch aktiv. Auch nach ihrer Scheidung 1851 lebte sie bis 1856 mit Lassalle zusammen; danach zog sie nach Berlin, blieb aber in engem Kontakt mit ihm. 1861 trafen beide in Italien Giuseppe Garibaldi. 1862 lebte sie in Zürich und reiste mit Wilhelm Rüstow durch Süddeutschland.
Nach dem Tod Lassalles 1864 bei einem Duell sah sie sich als seine geistige Erbin, gab seine nachgelassenen Schriften heraus und war in dem von Lassalle gegründeten Allgemeinen Deutschen Arbeiterverein (ADAV) tätig, wo sie indessen schnell in Konflikt mit vielen männlichen Mitgliedern der Arbeiterbewegung geriet. Im Jahr 1867 gründete sie als Abspaltung vom ADAV den Lassalleschen Allgemeinen Deutschen Arbeiterverein (LADAV). Der Präsident dieses streng zentralistischen Vereins war Fritz Mende, der auch ihr Sekretär war. Nach der Wiedervereinigung des LADAV mit dem ADAV im Jahr 1869 zog sich die Gräfin aus der Politik zurück. Nachdem sie sich mit ihrer Familie wieder ausgesöhnt hatte, lebte sie auf dem gräflichen Gut Schloss Sommerberg in Frauenstein oder in Heddernheim, später in Wiesbaden.
Noch kurz vor ihrem Tod war sie für ihre Attraktivität berühmt; in einem zeitgenössischen Zeitungsbericht hieß es: „Die Gräfin sieht heute noch wie eine stattliche Dame von fünfzig aus, nicht aber wie eine Greisin von dreiundsiebzig Jahren.“
Sophie von Hatzfeldt wurde auch „Mutter der Sozialdemokratie“ genannt. Sie starb im Hotel Adler in Wiesbaden.
Ihr Nachlass wurde bis 1962 im Schloss Sommerberg aufbewahrt und anschließend nach Schloss Schönstein gebracht. Er enthielt auch zahlreiche Briefwechsel ihres Lebensgefährten Ferdinand Lassalle, die er ihr vermacht hatte. Diese wurden im Oktober 1918 vom Speicher des Schlosses Sommerberg geborgen und wissenschaftlich erschlossen.

## Familie

### Eltern und Geschwister
Der Vater war Fürst Franz Ludwig von Hatzfeldt. Ihre jüngere Schwester Clara (1807–1858) war mit August Ludwig von Nostitz verheiratet, ihr jüngerer Bruder Maximilian von Hatzfeldt-Trachenberg (1813–1859) wurde preußischer Diplomat und Gesandter in Paris.

### Ehe und Nachkommen
Sophie und Edmund von Hatzfeldt-Wildenburg heirateten am 10. August 1822. Sie wurden 1851 geschieden und hatten drei Kinder:
- Alfred Graf (1870 Fürst) von Hatzfeldt-Wildenburg (* 9. April 1825; † 3. Juni 1911) ⚭ 1852 Gabriele Gräfin von Dietrichstein-Proskau-Leslie (1825–1909)
- Melanie Gräfin von Hatzfeldt (* 28. Oktober 1828; † 28. Februar 1911) ⚭ 1852 Maximilian Graf von Nesselrode-Ehreshoven (1817–1898)
- Paul Graf von Hatzfeldt-Wildenburg (* 8. Oktober 1831; † 22. November 1901) ⚭ 1863 Helene Moulton (1846–1918).

### Verwandte
Sophies Enkel war
- Paul Hermann Fürst von Hatzfeldt-Wildenburg (1867–1941), deutscher Diplomat.

Ihr Ururenkel ist
- Hermann Maria Carl August Graf Hatzfeldt-Wildenburg-Dönhoff

Ihre leiblichen Nichten und Neffen waren:
- Franziska von Hatzfeldt (1833–1922) ⚭ (1) Paul von Nimptsch; (2) Walter von Loë
- Elisabeth von Hatzfeldt (1839–1914), verheiratete Fürstin zu Carolath-Beuthen, Lebensgefährtin von Herbert von Bismarck
- Hermann von Hatzfeldt-Trachenberg (1848–1933), preußischer Politiker.

Ihre Stiefnichte war
- Marie von Schleinitz (1842–1912), Salonnière.

## Veröffentlichungen
- Ferdinand Lassalle: Nachgelassene Briefe und Schriften. 6 Bde., Stuttgart 1921–25:
  - Bd. 3: Der Briefwechsel zwischen Lassalle und Marx nebst Briefen von Friedrich Engels und Jenny Marx an Lassalle und von Karl Marx an Gräfin Sophie Hatzfeldt, Stuttgart 1922.
  - Bd. 4: Briefwechsel mit Gräfin Sophie von Hatzfeldt, Stuttgart 1924.